# 寺田欣司
寺田 欣司（てらだ きんじ、1944年1月8日 - ）は、静岡県出身の経営者、教育者。

## 略歴
東京大学法学部卒業後、旧三和銀行（現東京三菱ＵＦＪ銀行）入行。吉祥寺支店長を経て三和総合研究所（現三菱ＵＦＪリサーチ＆コンサルティング株式会社）開発部長、学校法人杏林学園大学参与、三和総合研究所取締役、三和総合研究所理事、富士通総研取締役研究主幹、学校法人武蔵野東学園理事長、磐田信用金庫アドバイザーなどを歴任。

## 武蔵野東学園における経歴
- 2003年 - 学校法人武蔵野東学園3代目理事長に就任[2]
- 2024年2月27日 - 松村謙三に理事長の役を譲り退任。[3]

## 主な著書
- 『クリティカルシンキングの技術: ロジカルシンキングする前に、自分の知覚や認知を疑え 21世紀のビジネスパーソンに』2001年 ジェイ・インターナショナル ISBN 978-4871909204
- 『銀行員という職業: その素顔を垣間見る』2008年 近代セールス社 ISBN 978-4765010085
- 『武蔵野東学園物語: 学園五十年の軌跡』大進堂2012年 ISBN 978-4803003864